# El robo más grande jamás contado
El robo más grande jamás contado és una pel·lícula espanyola rodada l'any 2002 i dirigida per Daniel Monzón sobre un guió escrit per ell mateix, amb banda sonora de Roque Baños, i produïda per Lolafilms S.A. Va fer el casting i el rodatge a Palma.
L'any 2003 va ser nominada al premio Goya pels millors efectes especials, obra de Raúl Romanillos, Félix Bergés i Carlos Martínez.

## Repartiment
- Antonio Resines: Lucas Santos Santos "El Santo"
- Neus Asensi: Lucía "Lucy de Liñán"
- Javier Aller: Pinito
- Manuel Manquiña: Zorba "El Greco"
- Jimmy Barnatán: Jacobo Yuste "Windows"
- Rosario Pardo: Madre de Windows
- Sancho Gracia: Fernando Baeza "Garganta Profunda"
- Javivi: Operario aeropuerto
- Enrique Villén: Vicente
- Coté Soler: Fernando
- Jordi Vilches: Amigo de Windows

## Argument
Un grup de quatre delinqüents es coneix en la presó. Allí planegen el robatori del quadre més famós de Picasso, el Guernica. El Santo, cervell del grup, Windows, el geni informàtic, Zorba, pintor abstracte, Pinito, el trapecista del grup i Lucía, xicota d' El Santo formen un peculiar grup que intentarà robar al Museu Reina Sofia.

## Premis
| Any              | Categoria                 | Persona      | Resultat |
| ---------------- | ------------------------- | ------------ | -------- |
| XVII Premis Goya | millors efectes especials | Félix Bergés | Nominat  |